# 布拉舍福爾斯 (紐約州)
布拉舍福爾斯（英語：Brasher Falls）是位於美國紐約州聖羅倫斯縣的普查規定居民點。

## 人口
根據2020年美國人口普查的數據，布拉舍福爾斯的面積為4.52平方千米，當中陸地面積為4.25平方千米，而水域面積為0.26平方千米。當地共有人口674人，而人口密度為每平方千米149.12人。